# Brioșa
Brioșa este o pictură în ulei pe pânză realizată în 1870 de pictorul francez Édouard Manet. Lucrarea prezintă o pâine brioșă așezată pe o masă. Se află în colecția Metropolitan Museum of Art din New York.
Pictura a fost realizată după ce o pictură a unei brioșe realizată de artistul din secolul al XVIII-lea, Jean Siméon Chardin a fost donată Muzeului Luvru din Paris; acea donație l-a determinat pe Manet să realizeze propria versiune în 1870. În opera lui Manet, brioșei i-au fost alăturate piersici și prune.